# Marcus Forss
Marcus Forss (Turku, 18 juni 1999) is een Fins voetballer die doorgaans als aanvaller speelt. Hij verruilde Brentford in juli 2022 voor Middlesbrough. Forss debuteerde in 2020 in het Fins voetbalelftal.

## Clubcarrière
Forss speelde voor verschillende clubs in zijn geboorteland. Hij werd in 2012 opgenomen in de jeugdopleiding van het Engelse West Bromwich Albion. Toen die hem na vijf jaar liet vertrekken, lijfde Brentford hem in. Forss sloot in seizoen 2018/19 aan bij het eerste elftal van Brentford. Dat was op dat moment actief in de Championship. Nadat hij niet meteen doorbrak, verhuurde Brentford hem in september 2019 voor een halfjaar aan Wimbledon. Hiervoor maakte hij in 18 wedstrijden 11 doelpunten in de League One. Na zijn terugkeer kwam hij in seizoen 2020/21 in 42 speelronden in actie voor Brenford, zij het in 32 van die wedstrijden als invaller. Zijn ploeggenoten en hij promoveerden dat jaar naar de Premier League.
Op het hoogste niveau verdween Forss uit de plannen van coach Thomas Frank. Na een seizoenshelft waarin hij af en toe mocht invallen, maakte hij 2021/22 op huurbasis af bij Hull City. Hij verruilde Brentford in juli 2022 definitief voor Middlesbrough.

## Interlandcarrière
Forss maakte deel uit van verschillende Finse nationale jeugdselecties vanaf Finland –17. Hiermee speelde hij nooit op een eindtoernooi. Hij debuteerde op 11 november 2020 in het Fins voetbalelftal, tijdens een met 0–2 gewonnen oefeninterland in en tegen Frankrijk. Hij maakte zelf het eerste doelpunt. Bondscoach Markku Kanerva nam Forss een jaar later mee naar het EK 2020, het eerste eindtoernooi waarvoor de Finnen zich ooit plaatsten. Hierop mocht hij twee keer invallen.